# STS-36
STS-36 (Space Transportation System-36) var rumfærgen Atlantis 6. rumfærge-mission. Den blev opsendt d. 28. februar 1990 og vendte tilbage den 4. marts 1990.
Missionen medbragte klassificeret militær last for Forsvarsministeriet (USA) (DoD).
Hovedartikler:

## Besætning
- John Creighton (kaptajn)
- John Casper (pilot)
- Richard Mullane (1. missionsspecialist)
- David Hilmers (2. missionsspecialist)
- Pierre Thuot (3. missionsspecialist)

## Missionen
Missionen medbragte følgende nyttelast:
- Hemmelig militær last.
- KH-11-10/KENNAN (USA-53) spionsatellit, blev også kaldt Misty [1][2].

En af astronauterne blev syg under flyvningen for første gang siden Apollo 13.